# Melhior Lilija
Melhior Lilija, slovenski duhovnik, * 4. januar 1907, Zgornje Grušovlje, † 15. november (24. november) 1944, Črnomelj.

## Življenje
Leta 1922 je prišel v salezijanski zavod v Veržeju, kjer je končal nižjo gimnazijo. Od 1924 do 1925 je bil v noviciatu na Radni, kjer je naredil redovne zaobljube, potem se je odločil za študij teologije. 5. julija 1936 je bil v Ljubljani posvečen v duhovnika.
Najprej je služboval kot vzgojitelj na Kodeljevem v Ljubljani in nato na Knežiji pri Zagrebu. Leta 1939 se je vrnil v Ljubljano, kjer je deloval na Rakovniku. Med delom z mladimi je kot navdušen športnik vzgojil nekaj talentov, ki so na tekmovanjih dosegali vidne uspehe. Dobro je igral klarinet in bil ob svojem značaju priljubljen pri mladih. Februarja 1944 je nadomeščal župnika v Škocjanu pri Turjaku. V začetku novembra so ga s seboj odpeljale partizanske enote, ki so se umikale pred nemško vojsko. Kasneje se je izvedelo, da so ga odpeljali z drugmi jetniki v Belo krajino, kjer naj bi bil usmrčen 15. novembra, navajajo pa tudi datum 24. november in kraj Črnomelj. 